# Алибаева, Алтынкуль
Алтынкуль Алибаева (каз. Алтынгүл Әлібаева, 1918 год, аул Кокозек, Аулиеатинский уезд — дата и место смерти неизвестны) — колхозница, Герой Социалистического Труда (1948).

## Биография
Родилась в 1918 году в ауле Кокозек (ныне — Байзакский район, Жамбылская область).
В 1930 году вступила в сельскохозяйственную артель в Кокозеке, которая позднее была преобразована в колхоз «Кок-Узек» Свердловского района Джамбулской области. В 1942 году была назначена звеньевой свекловодческого звена.
В 1947 году свекловодческое звено под руководством Алтынкуль Алибаевой собрало по 806 центнеров сахарной свеклы с участка площадью 2 гектара. За этот доблестный труд она была удостоена в 1948 году звания Героя Социалистического Труда.

## Награды
- Герой Социалистического Труда (1948);
- Орден Ленина (1948);
- Медаль «За доблестный труд в Великой Отечественной войне 1941—1945 гг.»;